# Гутфрёйнд, Ото
Ото Гутфрёйнд (чеш. Otto Gutfreund; 3 августа 1889, Двур-Кралове-над-Лабем — 2 июня 1927, Прага) — чешский скульптор и художник. Один из крупнейших представителей чешского кубизма.

## Жизнь и творчество
О. Гутфрёйнд родился в еврейской семье. С 1903 по 1906 год изучал искусство керамики под руководством Йозефа Драгоновского в Бехыне. После этого уехал в Париж, где поступил в частную школу Эмиля-Антуана Бурделя. Здесь он впервые познакомился с кубизмом. После окончания учёбы в 1910 году Гутфрёйнд вернулся в Прагу и в 1911 году стал одним из учредителей художественной группы Скупина. О. Гутфрёйнд сотрудничал с художественными журналами, публиковавшими его статьи по искусству. Вместе с такими чешскими художниками, как Винценц Бенеш, Эмиль Филла, Павел Янак и Антонин Прохазка, О. Гутфрёйнд участвовал в 1913 году в Первом Немецком Осеннем салоне в Берлине. С началом Первой мировой войны Гутфрёйнд, находившийся в 1914 году во Франции, вступил там добровольцем в Чехословацкий легион. В 1920 году он вернулся в уже независимую Чехословакию, жил в Праге, вступил в Художественный союз Манеса. С 1926 года он преподавал ваяние в пражской Академии искусства, архитектуры и дизайна.
В свой начальный период творчества (1911—1919) О. Гутфрёйнд выступал как убеждённый приверженец кубистского искусства. Вернувшись на родину в 1920 году, он выполнял ряд государственных заказов, в которых прославил заслуженных деятелей Чехословакии. С 1927 года он вновь обратился к модернистскому искусству, делая при этом упор на абстрактную скульптуру. О. Гутфрёйнд — автор монеты Чехословакии достоинством в 5 крон (1925).

## Галерея

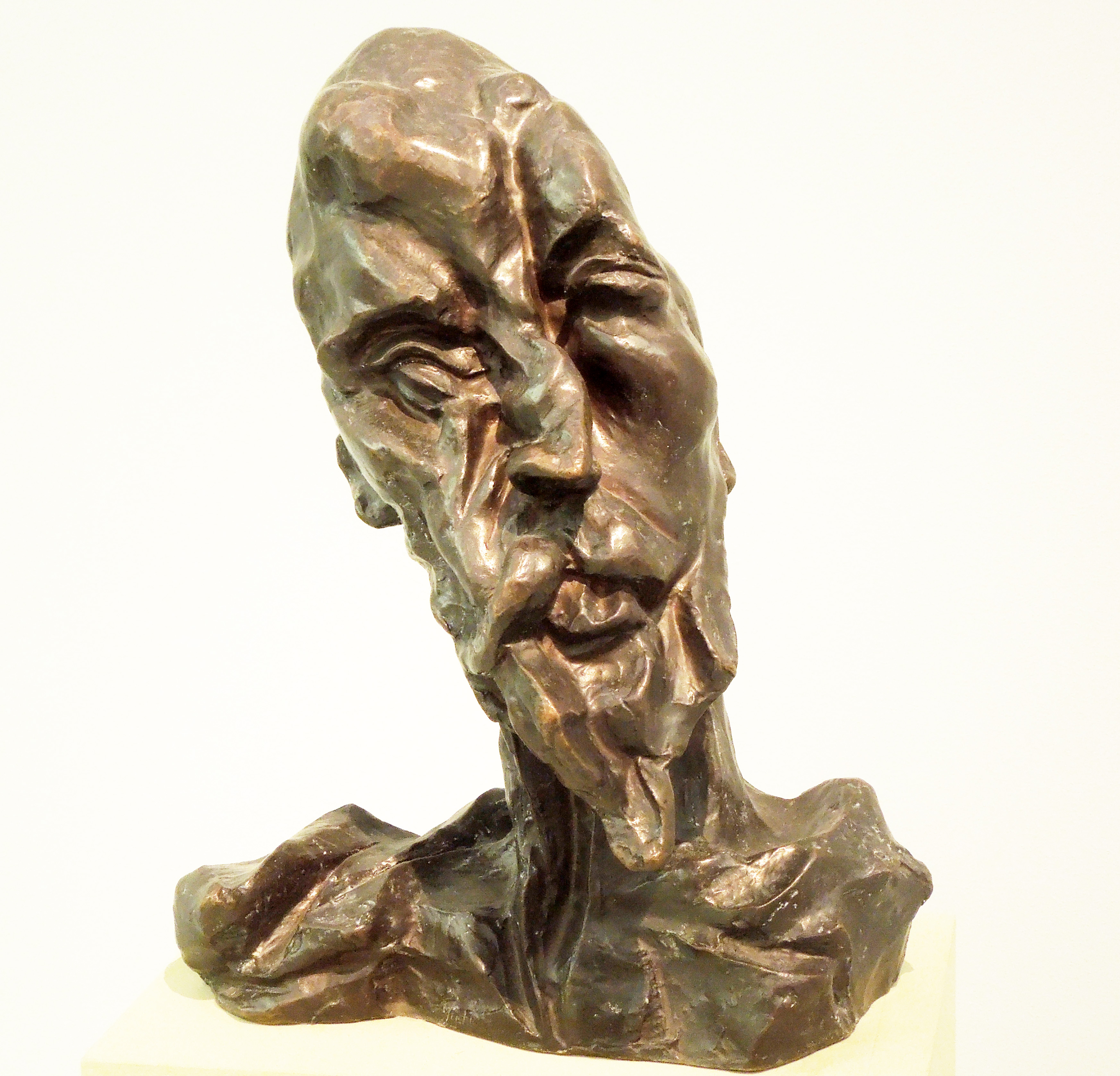
Дон Кихот
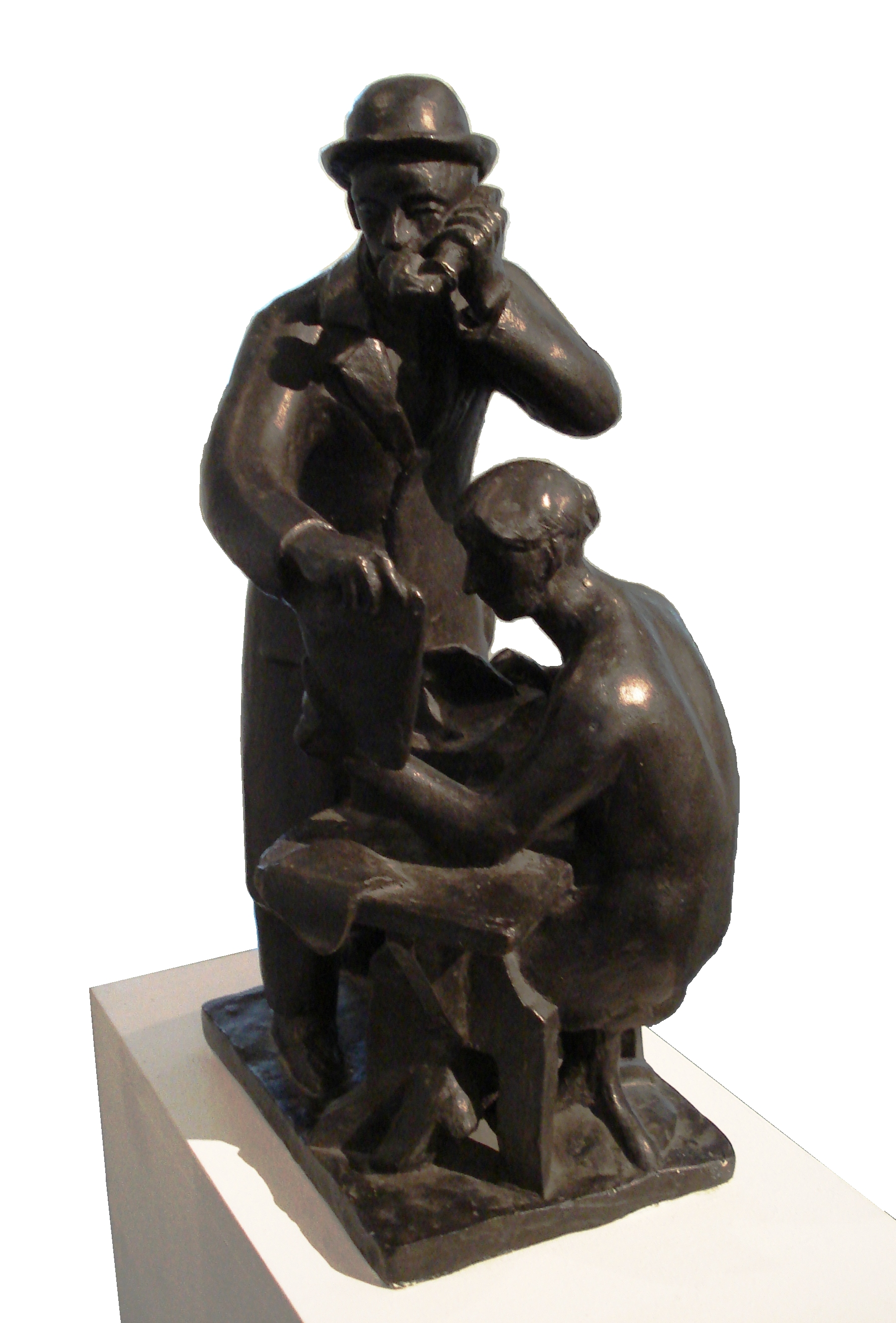
Коммерция
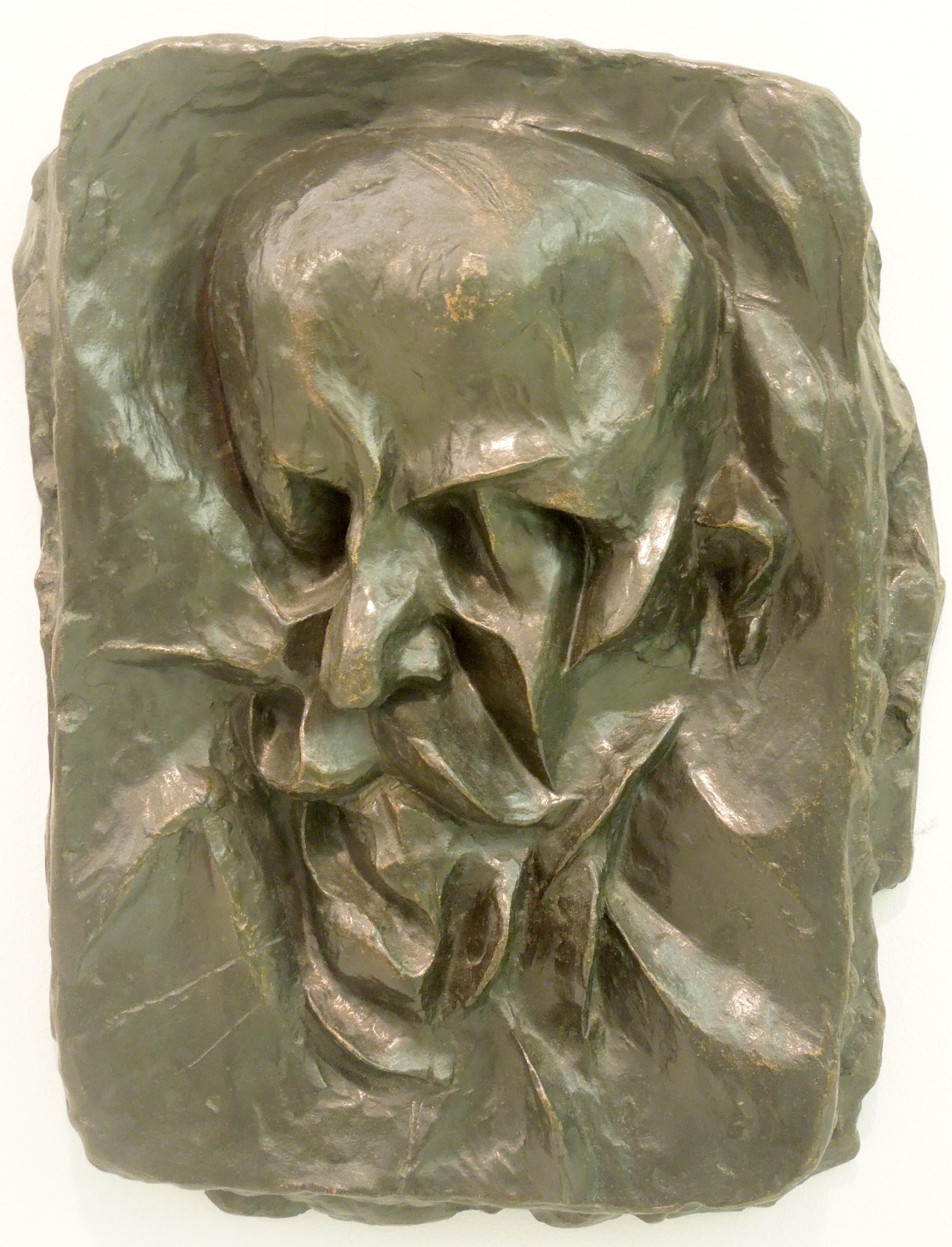
Портрет отца VII (1912)
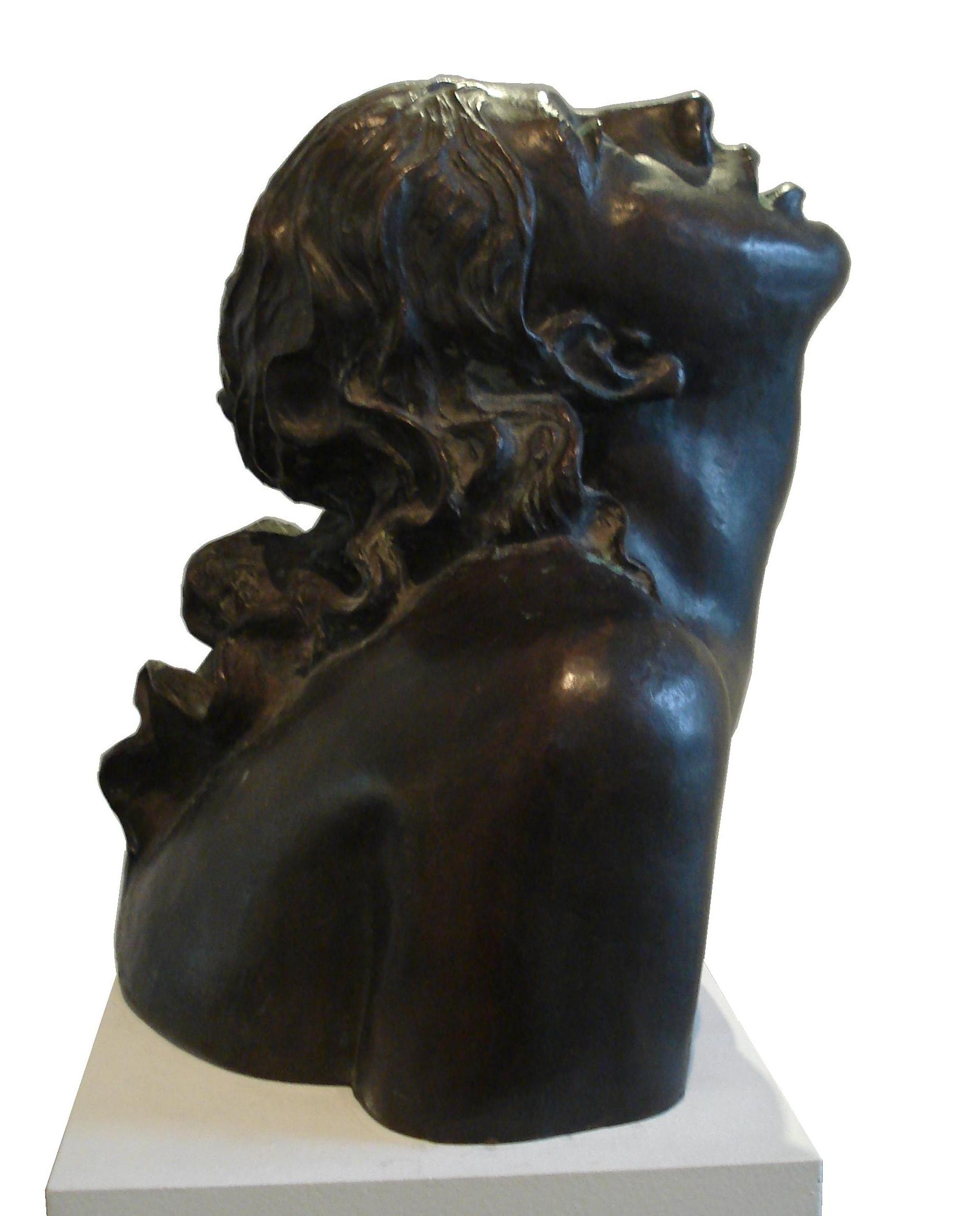
Девушка, смотрящая ввысь (1924)
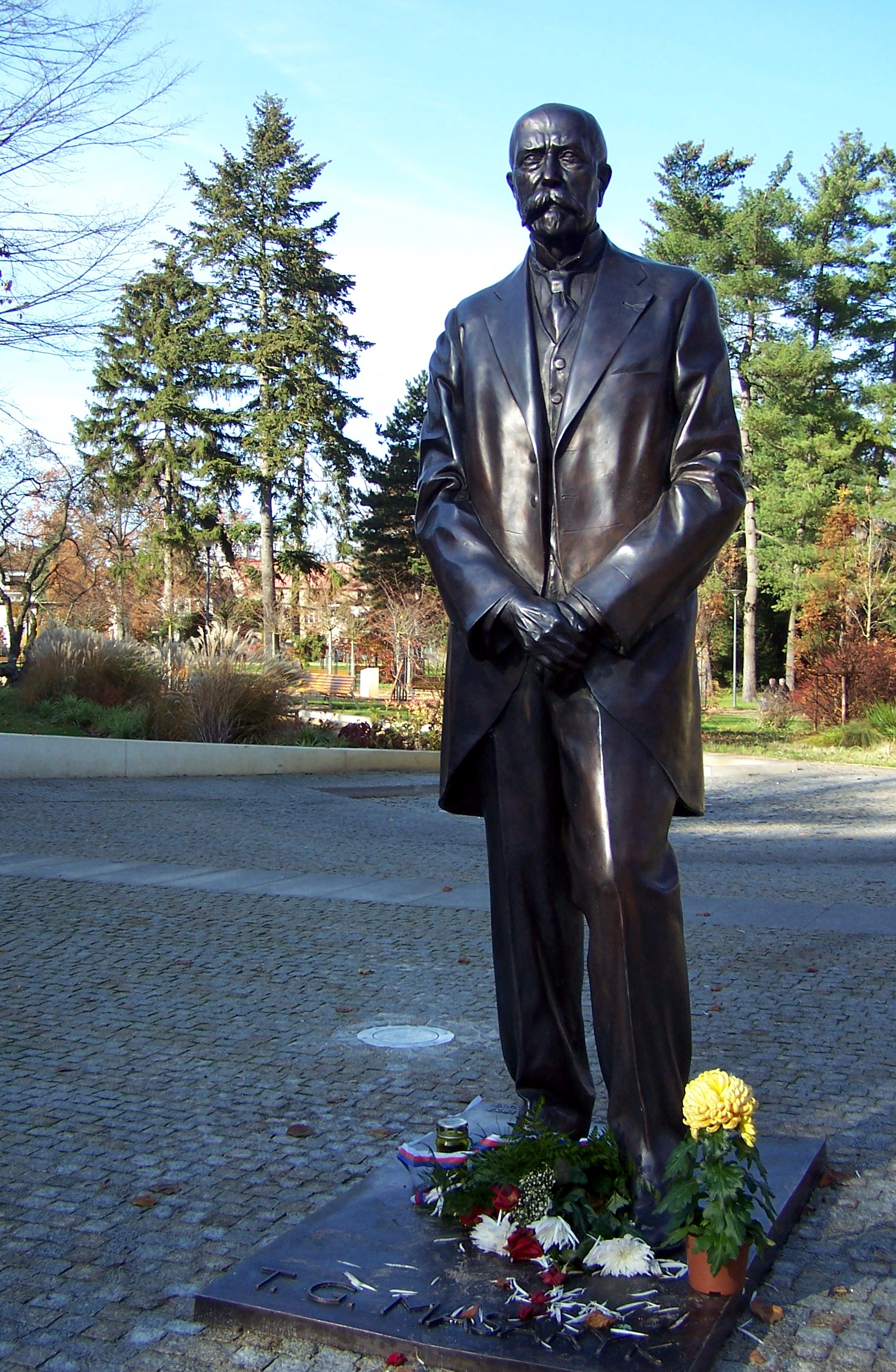
Памятник Т. Масарику в Подебрадах
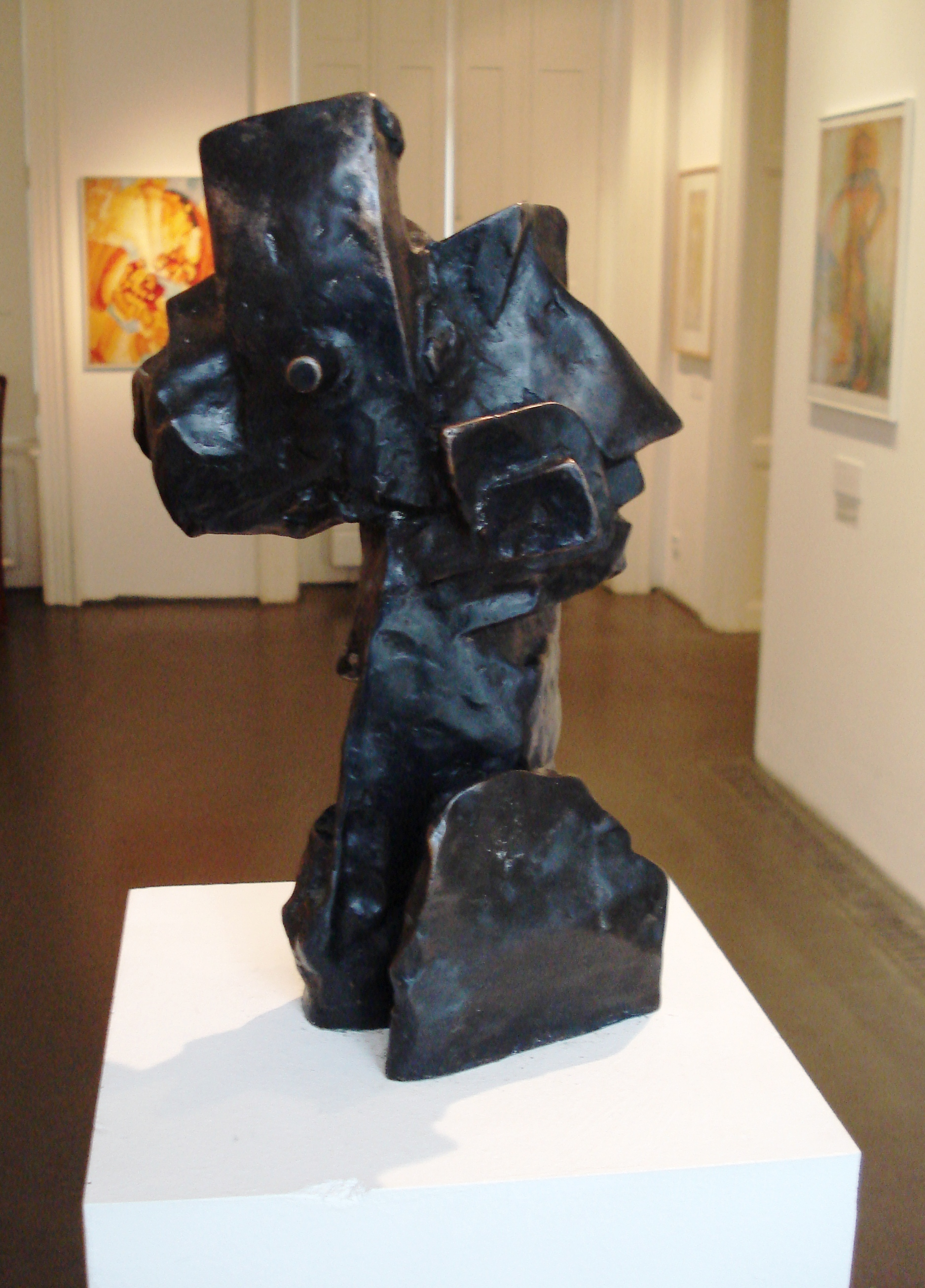
Голова женщины (1912—1913)
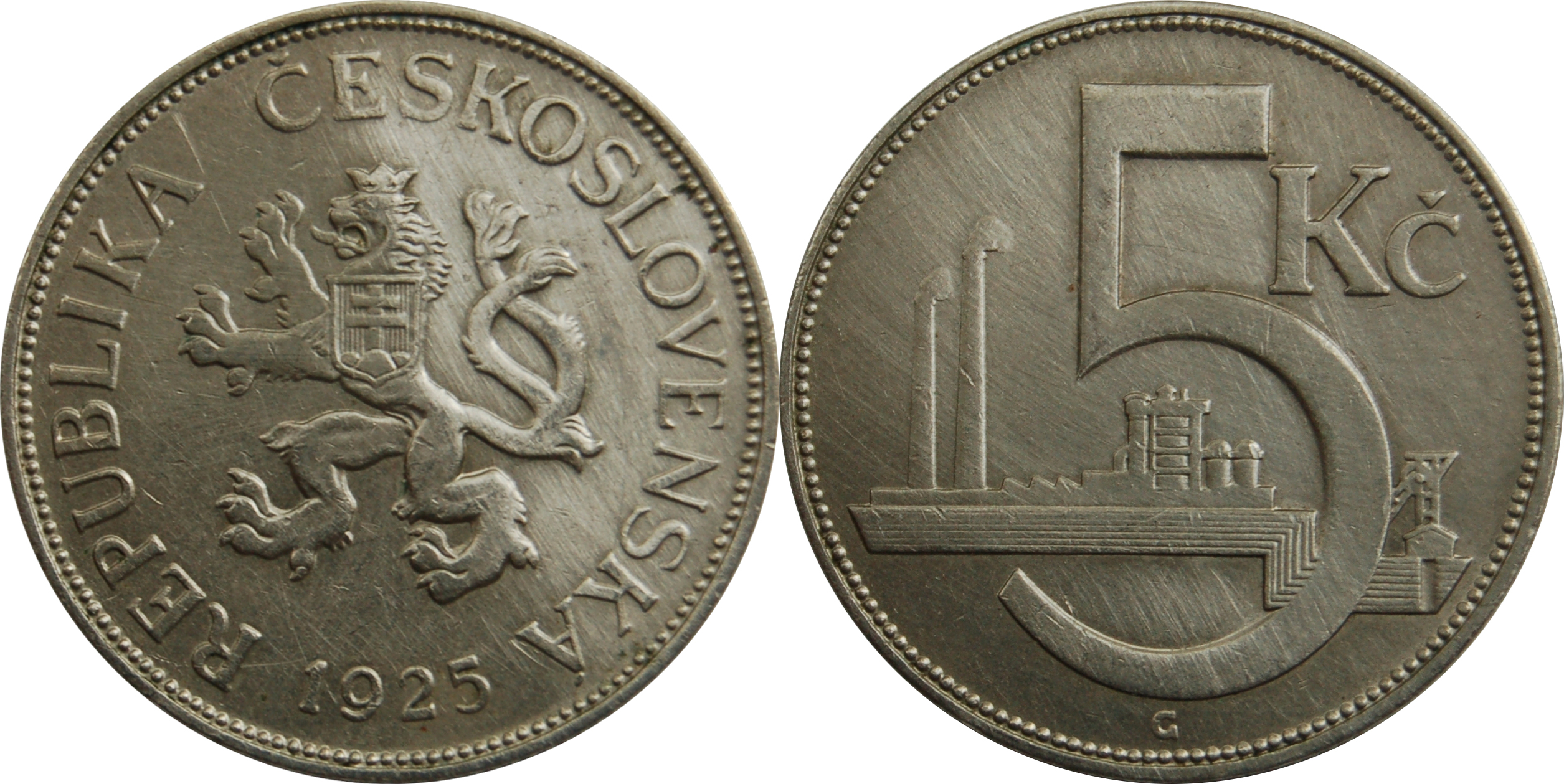
Монета достоинством в 5 крон (1925)
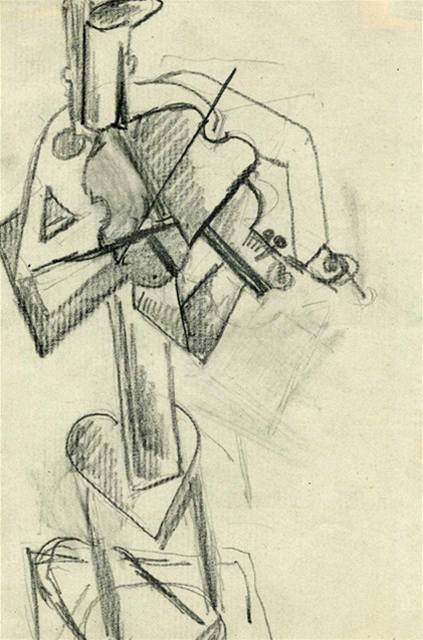
Игра на скрипке
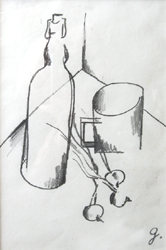
(1912)
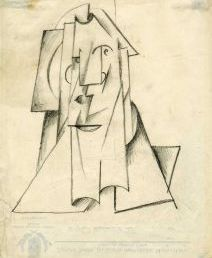
Голова
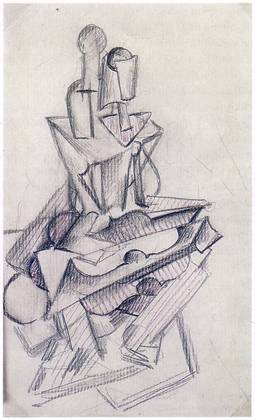
Игра на гитаре
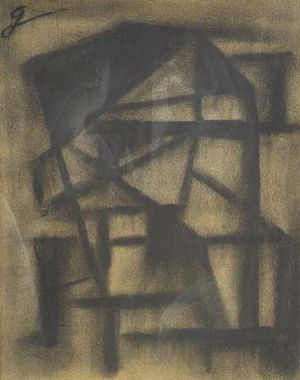
Композиция